# Adolfo Kaminsky
Adolfo Kaminsky (ur. 1 października 1925 w Buenos Aires, zm. 9 stycznia 2023 w Paryżu) – francuski fotograf i fałszerz, członek francuskiego ruchu oporu podczas II wojny światowej, pracujący na zlecenie rządu francuskiego; pracujący dla algierskiego Frontu Wyzwolenia Narodowego po wybuchu konfliktu algierskiego, a następnie na rzecz ruchów narodowowyzwoleńczych w Ameryce Południowej, Hiszpanii, RPA, Angoli, Gwinei Bissau i Grecji.

## Życiorys
Urodził się 1 października 1925 roku w Buenos Aires w rodzinie Żydów, którzy wyemigrowali z Rosji po rewolucji październikowej. W 1932 roku rodzina przeniosła się do Francji, Kaminsky odebrał liberalne i świeckie wykształcenie. Wobec zagrożenia wojną Kaminsky z rodziną przeniósł się w 1939 roku do Vire w Normandii. W wieku 14 lat zakończył edukację i zaczął pracować; interesował się chemią.
Po rozpoczęciu niemieckiej okupacji znalazł się wraz z rodziną w obozie przejściowym w Drancy, bliski był wywiezienia do Auschwitz-Birkenau. Zwolniony jako obywatel Argentyny dzięki wstawiennictwu argentyńskiego konsula.
Od 1944 roku zajmował się tworzeniem fałszywych dokumentów, głównie paszportów, metryk urodzenia i aktów chrztu dla francuskich Żydów i osób zagrożonych terrorem hitlerowskim. Działał we francuskiej organizacji żydowskiej UGIF, w komórce La Sixieme. Po wyzwoleniu Paryża 25 sierpnia 1944 roku Kaminsky pracował na rzecz rządu francuskiego, przygotowując fałszywe dokumenty dla agentów przerzucanych na tyły frontu.
Po zakończeniu wojny przygotowywał dokumenty dla Żydów przerzucanych do brytyjskiej Palestyny, zajmował się tą działalnością do powstania Izraela w 1948 roku. Początkowo został fotografem, ale powrócił do fałszerstw po wybuchu konfliktu algierskiego, gdy zaangażował się w działania na rzecz skrócenia tej wojny. Przygotowywał wówczas dokumenty dla algierskich partyzantów, którym groziły prześladowania ze strony Francuzów, a jednocześnie stanowczo dystansował się od nacjonalizmu i przemocy. Pod koniec wojny algierskiej dostał zlecenie wyprodukowania stu milionów fałszywych franków, które miały zachwiać francuską gospodarką i wymusić wycofanie się tego kraju z Algierii. Tuż przed przekazaniem pieniędzy Algierczykom zawarto zawieszenie broni, a fałszywe pieniądze zostały przez Kaminsky’ego spalone. Po wojnie w Algierii pomagał ruchom narodowowyzwoleńczym w Ameryce Południowej, Hiszpanii, RPA, Angoli, Gwinei Bissau i Grecji. Zajmował się także szkoleniem innych fałszerzy.
Z wyjątkiem okresu pracy dla rządu Francji, Kaminsky zawsze pracował za darmo. W 1971 roku zrezygnował z działalności fałszerskiej, ożenił się i ma troje dzieci. Poświęcił się fotografii.
Został odznaczony odznaczeniami francuskimi: Krzyżem Kombatanta, Krzyżem Kombatanta-Ochotnika Ruchu Oporu i złotym Medalem Miasta Paryża.